# Apodemus pallipes
Apodemus pallipes — вид гризунів з триби житників (Apodemini).

## Біоморфологічна характеристика
Довжина голови і тулуба від 72 до 110 мм, довжина хвоста від 70 до 110 мм, довжина лапи від 19 до 22 мм, довжина вух від 14 до 18 мм. Верхні частини варіюються від світло-жовтувато-коричневого до коричнювато-сірого, а черевні частини сірувато-білі. Лінія поділу вздовж боків чітка. Зовнішній бік ніг світло-жовтувато-коричневий. Хвіст такий же, як голова і тулуб, зверху коричневий, а знизу білуватий.

## Середовище проживання
Цей вид переважно поширений на Памірі та прилеглих гірських хребтах Центральної й Південної Азії. Він поширений від південного Киргизстану на півночі, охоплюючи більшу частину Таджикистану, до Афганістану та північного Пакистану, північно-західної Індії та центрального Непалу, з єдиним записом з південно-західного Сізанга в Китаї. Зустрічається на висотах від 1465 до 3965 м над рівнем моря. Цей вид був зафіксований у високогірних хвойних і рододендронових лісах

## Загрози й охорона
Здається, немає серйозних загроз для цього широко розповсюдженого виду. Невідомо, чи присутній вид на заповідних територіях.